# 3597 Kakkuri
3597 Kakkuri (1941 UL) là một tiểu hành tinh vành đai chính do Liisi Oterma phát hiện tại Turku ngày 15.10.1941.